# فيغو لارسن
فيغو لارسن (بالدنماركية: Viggo Larsen)‏ هو كاتب سيناريو ومنتج أفلام ومخرج وممثل دانمركي، ولد في 14 أغسطس 1880 بكوبنهاغن في الدنمارك، وتوفي بنفس المكان في 6 يناير 1957.

## أعمال

### مسلسلات
- كارنفال

## وصلات خارجية
- فيغو لارسن على موقع IMDb (الإنجليزية)
- فيغو لارسن على موقع ألو سيني (الفرنسية)
- فيغو لارسن على موقع أول موفي (الإنجليزية)
- فيغو لارسن على موقع قاعدة بيانات الأفلام السويدية (السويدية)
- فيغو لارسن على موقع كينوبويسك (الروسية)